# Pułazie-Wojdyły
Pułazie-Wojdyły – wieś w Polsce, w województwie podlaskim, w powiecie wysokomazowieckim, w gminie Szepietowo.
Do 2023 miejscowość była częścią wsi Pułazie-Świerże.
W dniu 23 marca 2022 r. Rada Miejska w Szepietowie podjęła uchwałę w sprawie wystąpienia z wnioskiem do Ministra Spraw Wewnętrznych i Administracji o zmianę rodzaju miejscowości Pułazie-Wojdyły, część wsi Pułazie-Świerże na samodzielną miejscowość.
W latach 1975–1998 miejscowość administracyjnie należała do województwa łomżyńskiego.
Wierni kościoła rzymskokatolickiego należą do parafii św. Anny w Dąbrówce Kościelnej.

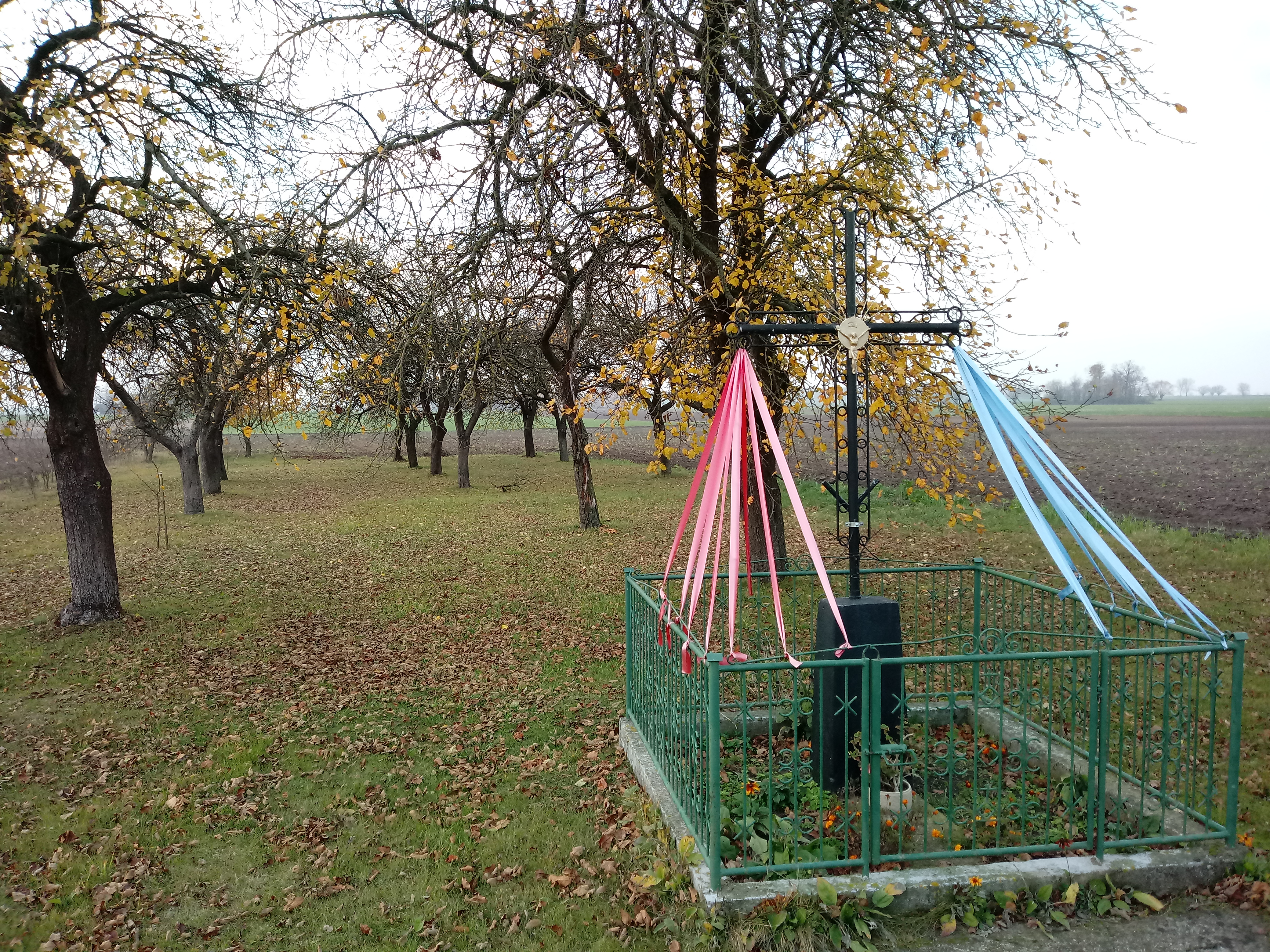
Krzyż przydrożny